# Epioblasma arcaeformis
Epioblasma arcaeformis är en musselart som först beskrevs av I. Lea 1831.  Epioblasma arcaeformis ingår i släktet Epioblasma och familjen målarmusslor. IUCN kategoriserar arten globalt som utdöd. Inga underarter finns listade i Catalogue of Life.